# 2 (cifra)
La cifra 2 è il segno generalmente utilizzato in matematica, o più in generale nella scrittura occidentale, per rappresentare il numero 2 o altri concetti da questo derivati, come accade, per esempio, nell'indicare il secondo elemento di un'elencazione.
La grafia odierna è molto dissimile da quella originariamente usata dai latini «II», è completamente di derivazione indo-arabica ed è sostanzialmente scritta, in ogni contesto allo stesso modo, ciò nonostante si rileva presso la maggior parte delle colture, specialmente antiche, ad utilizzare per rappresentare il numero due lo stratagemma di affiancare due stanghette di egual misura, in diversi orientamento, anche se quello preminente è verticale.

## Evoluzione grafica
Il sistema più semplice e veloce per segnare due elementi durante una enumerazione, e senz'altro quello di creare un segno aggiuntivo accanto a quello già usato per segnare il primo elemento, componendo di fatto una rappresentazione del numero secondo uno schema additivo, del genere 1 + 1 (e in effetti nella maggior parte si ottiene mediante raddoppio del simbolo che rappresenta l'uno); svariati esempi se ne possono rintracciare nelle pitture rupestri, e più recente nella numerazione romana.

### Cifra indo-arabica
Come tutte le cifre indo-arabica oggi utilizzate la loro grafia originaria ha subito nei secoli diversi cambiamenti.
Diversamente dai latini la cifra originaria nella scrittura in indiana era composta da due linee parallele poste orizzontalmente (come un odierno uguale «=»), e tutt'oggi similmente è raffigurato il numero due in cinese e giapponese. I primi segni dell'incurvata giungono con i Gupta, che inoltre li orienteranno diagonalmente, e a volte, si limiteranno soltanto a scrivere quella superiore come un piccolo archetto sopra una linea diritta; forse da questa seconda composizione, probabilmente per sveltirne la scrittura, i Nagari prenderanno ad unirle configurando una sorta di Phi (φ) stilizzata e inclinata, ma dandovi già una stilizzazione in cui è riconoscibile l'odierna scrittura.
Furono gli arabi in ultimo a conferirgli la forma odierna, riportando orizzontalmente quel che residuava della linea inferiore e a mantenere curva ma unita quella superiore, ed esigenze tipografiche hanno poi fatto tutto il resto.

## Grafie attuali
La grafia del « 2 » non è l'unica utilizzata nel mondo; un discreto numero di alfabeti – particolarmente delle lingue del sub continente indiano e del sud est asiatico – utilizzano delle grafie differenti.
| Alfabeto   | Cifra | Alfabeto | Cifra | Alfabeto   | Cifra | Alfabeto | Cifra |
| ---------- | ----- | -------- | ----- | ---------- | ----- | -------- | ----- |
| Aramaico   | ፪     | Arabo    | ۲     | Bengalese  | ২     | Birmano  | ၂     |
| Devanagari | २     | Gujarati | ૨     | Gurmukhi   | ੨     | Kannada  | ೨     |
| Khmer      | ໒     | Latino   | 2     | Malayalam  | ൨     | Oriya    | ୨     |
| Tamil      | ௨     | Telugu   | ౨     | Tailandese | ๒     | Tibetano | ༢     |